# Calle Larga
Calle Larga è un comune del Cile della provincia di Los Andes nella Regione di Valparaíso. Al censimento del 2002 possedeva una popolazione di 10.393 abitanti.

## Geografia fisica
Calle Larga si estende su una superficie di 321,7 km2. Il comune confina a ovest con Rinconada, a nord e ad est con Los Andes e verso sud con Colina, comuni della regione di Santiago.

## Società

### Evoluzione demografica
| Censimento del 1992 | Censimento del 2002 |
| 9.860 ab.           | 10.393 ab.          |